# Раухфус, Карл Андреевич
Карл Андре́евич Ра́ухфус (нем. Karl Gottlieb Rauchfuß; 27 ноября [9 декабря] 1835, Санкт-Петербург — 14 [27] ноября 1915, Петроград) — русский врач немецкого происхождения, один из основоположников российской школы педиатрии и ларингологии, общественный деятель. Доктор медицины (1869), инициатор строительства (в 1867), один из авторов проекта и первый главный врач (1869—1908) Детской больницы принца Петра Ольденбургского в Санкт-Петербурге, ныне носящей его имя; лейб-педиатр императорского двора (1876), действительный тайный советник (1912).

## Биография
Родился в 1835 году в лютеранской семье. Родители его были выходцами из Саксонии (Цербст): отец — Андрей (Генрих Фридрих) Раухфус (Heinrich Friedrich Rauchfuß; 12.02.1795 — 30.06.1866), мать — Иоганна Регина, урождённая Франк (Johanna Regina Franke; 8.08.1804 — 16.08.1882). Отец был преуспевающим петербургским портным и имел собственный салон в доме купца И. Л. Логинова на Невском, д. 61. В начале 50-х годов XIX в. он передал своё дело старшему сыну Фридриху (03.04.1829 — 08.08.1855), но тот вскоре умер, и отцу пришлось вернуться к управлению своим небольшим предприятием.
Доходы отца позволяли дать сыновьям хорошее образование. Оба они учились в одной из самых престижных средних учебных заведений столицы — немецкой гимназии Петришуле. Карл Андреевич окончил её в 1851 году и поскольку семейное дело должен был унаследовать его старший брат, на следующий год поступил в Императорскую Медико-хирургическую академию. Он успешно окончил её в 1857 г. и в дальнейшем посвятил себя изучению детских болезней, а с 1860 г. ларингологии.
С 1858 по 1868 г. К. А. Раухфус состоял прозектором и врачом при Петербургском Императорском Воспитательном доме, находившемся в составе Мариинского ведомства, главноуправляющим которого был принц Пётр Ольденбургский. Уже в первый год своей работы в качестве прозектора Карл Андреевич продемонстрировал высочайший научный потенциал. Посетивший его в Воспитательном доме доктор Ф. Ф. Залесский в 1859 году с восхищением писал:

«Один из врачей-ординаторов этого заведения, д-р Раухфус, человек ещё молодой и недавно сюда поступивший, занимается специально трупосечениеми умирающих здесь младенцев и составил уже, по настоящее время, хотя и не многочисленное, но весьма замечательное собрание анатомо-патологических препаратов…»— 
 Далее Ф. Ф. Залеский дал краткие описания более десятка уникальных анатомических препаратов выполненных К. А. Раухфусом, каждый из которых заслуживал того, чтобы ему была посвящена отдельная статья в медицинском журнале. Одних только редких врожденных пороков сердца детально проанализированных Карлом Андреевичем он назвал четыре.
Принц П. Г. Ольденбургский вскоре обратил внимание на талантливого юношу. Дважды в 1862 и 1867 гг. для ознакомления с организацией медицинской помощи детям и с научной целью Карл Андреевич командировался им в лечебные учреждения Германии и Франции.
Результатом научной деятельности К. А. Раухфуса в первое десятилетие его врачебной деятельности стала «Монография о врожденном сращении устья аорты», по которой в 1869 году он успешно защитил диссертацию на звание доктора медицины.

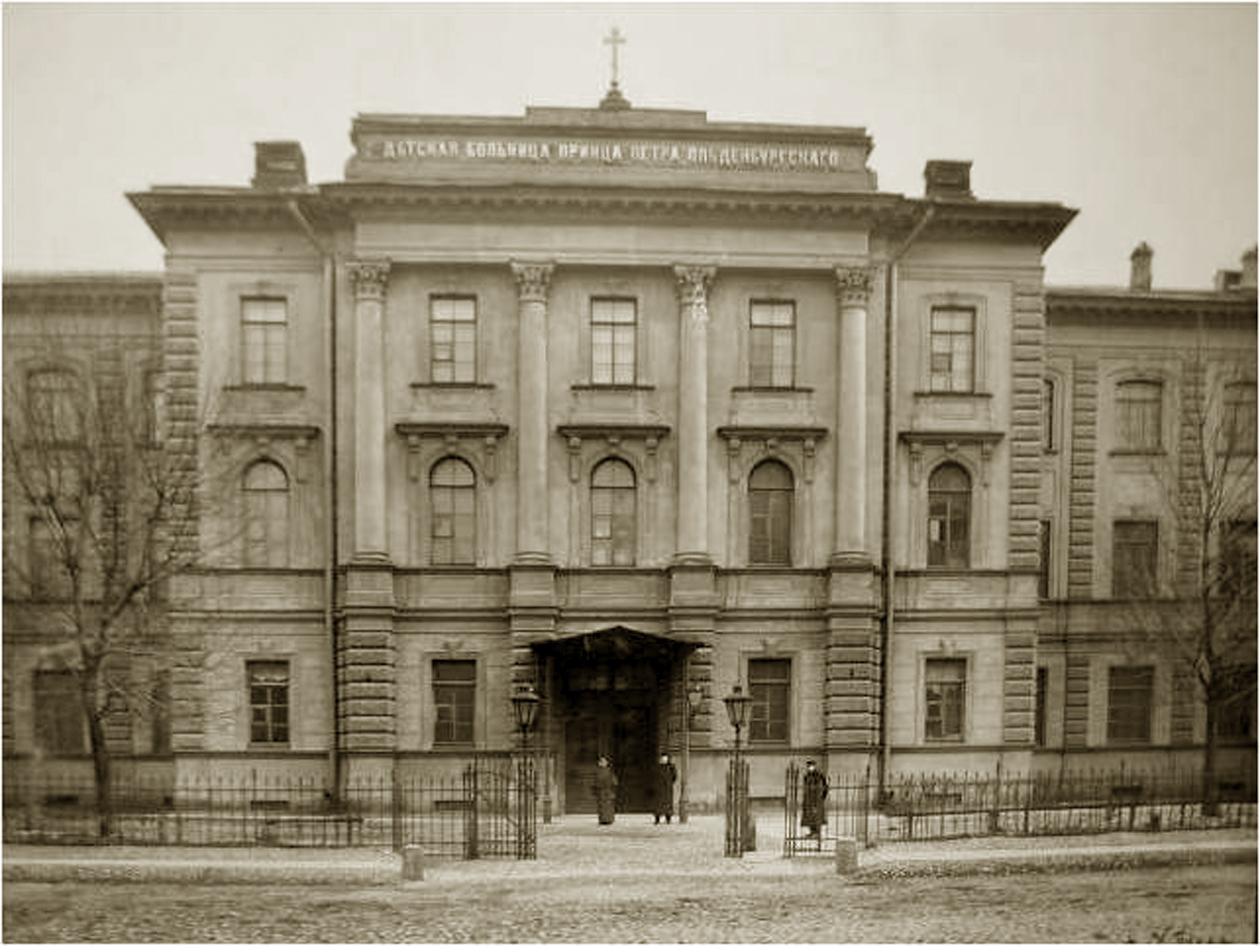
Детская больница принца Петра Ольденбургского (ныне — им. К. А. Раухфуса)

Одновременно по поручению принца П. Г. Ольденбургского К. А. Раухфус возглавил строительство на его средства новой детской больницы для маленьких пациентов всех сословий. Он принимал деятельное участие в проектировании здания, контролировал весь процесс строительства. В качестве прототипа Карл Андреевич выбрал известную берлинскую клинику «Шарите».

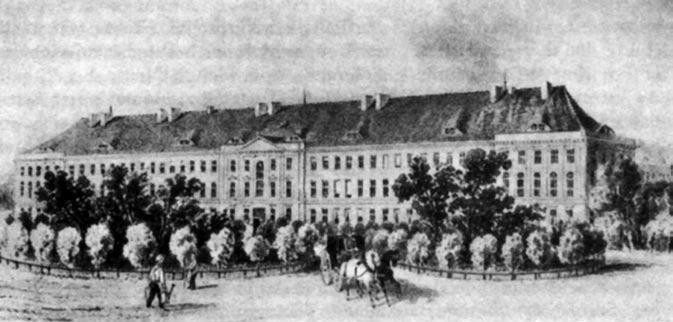
Клиника «Шарите» в Берлине до реконструкции. 1850

После торжественного открытия больницы 12 октября 1869 года он стал её первым главным врачом. С этого момента введенное в строй лечебное учреждение стало называться Детской больницей принца Петра Ольденбургского. Здание, возведённое Цезарем Кавосом (кстати, тоже выпускником гимназии Петришуле), стало выдающимся образцом больничной архитектуры, завоевавшим в 1876—1877 гг. на Брюссельском конгрессе по вопросам гигиены и спасения от опасностей высшую награду — Почётный диплом за лучшую детскую клинику, присужденный Ведомству Императрицы Марии, а в 1878 году Большую Золотую медаль на Всемирной выставке в Париже.
Опыт содружества архитектора и врача при строительстве образцовой больницы оказался столь привлекательным, что в Москве генерал-губернатор князь В. А. Долгоруков по инициативе и на средства Павла Григорьевича фон Дервиза дал разрешение на строительство другой детской больницы. Для этой работы вновь был привлечен К. А. Раухфус. Детская больница Святого Владимира была открыта 1 августа 1876 года и долгое время считалась образцовым типом современной детской больницы. Одной из отличительных её особенностей, как, впрочем, и больницы в Санкт-Петербурге, была придуманная и разработанная К. А. Раухфусом система для временной изоляции детей, подозрительных на наличие заразных заболеваний.
В 1872 году в Петербурге при Императорской Военно-медицинской академии впервые в истории были открыты Высшие женские медицинские курсы. С 1875 г. лекции по детским болезням здесь читал К. А. Раухфус. Практические занятия со слушательницами проводились в стенах Детской больницы принца Петра Ольденбургского. Карл Андреевич возглавлял курс детских болезней до 1882 г., когда по нелепому распоряжению военного министра Высшие женские медицинские курсы были закрыты.
В 1876 г. К. А. Раухфус был назначен лейб-педиатром Двора Его Величества. Из всего числа служивших при Высочайшем Дворе детских врачей, именно Карл Андреевич был тем, кто лечил августейших детей. Это сделало его наиболее близким к царской семье. К. А. Раухфус оказался тем самым педиатром, кто сознавая тщетность всех своих попыток добиться стойкого успеха, боролся с гемофилией цесаревича Алексея Николаевича.

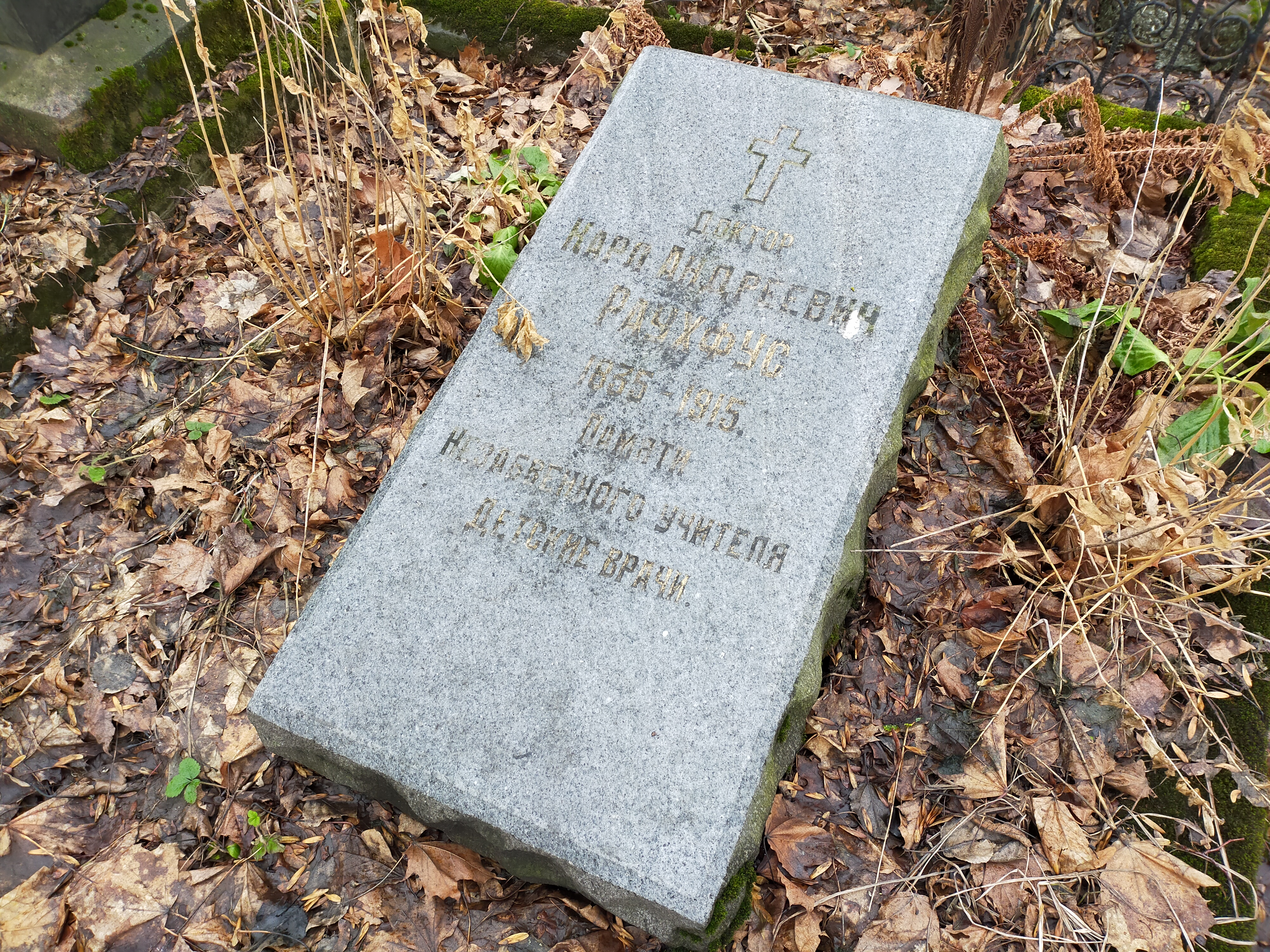
Могила К. А. Раухфуса (участок в ближнем правом углу кладбища; 59°54′5″ с. ш., 30°21′52″ в. д.)

Одним из последних детищ К. А. Раухфуса оказалась Школа нянь, построенная по его инициативе и под патронажем Императрицы Александры Федоровны в Царском Селе. Школа была торжественно освящена 28.05.1905 г. До конца своей жизни Карл Андреевич был здесь врачом-консультантом и председателем попечительского совета. В 1908 г. 72-х летний К. А. Раухфус покинул своё главное детище — Детскую больницу принца Петра Ольденбургского, передав руководство ей своему ученику — профессору А. А. Руссову.
Неоценима роль К. А. Раухфуса в создании в Петербурге городской Детской больницы в память священного коронования их императорских величеств (1905 г.), а также его идее открытия Института охраны материнства и младенчества, проект которого он разрабатывал в рамках Всероссийского Попечительства об охране материнства и младенчества (1913—1915). Сейчас правопреемником этих организаций является Санкт-Петербургский медицинский педиатрический университет (СПБГПМУ). В настоящее время в СПбГПМУ по инициативе ректора, профессора Дмитрия Олеговича Иванова и коллектива учреждения, имя К. А. Раухфуса увековечено в воссоздании лечебного павильона, сейчас в нём расположено онкогематологическое отделение. Кроме того, восстановлена историческая мемориальная доска, установленная в 1909 г. в память о вкладе К. А. Раухфуса в создание крупнейшей детской больницы и научно-исследовательского, образовательного центра страны.
Карл Андреевич Раухфус скончался в 1915 г. за несколько дней до своего 80-летия и был похоронен на семейной площадке Волковского лютеранского кладбища (XII уч., южная сторона Дибичевой дорожки). Спустя 22 года рядом был упокоен его ученик и зять — Н. И. Лунин. К этому времени надгробие Карла Андреевича, как и его родителей и старшего брата оказались уничтоженными. Только в 1960-е годы на могиле выдающегося педиатра была установлена новая гранитная плита.

## Семья
- Жена: Паулина Карловна, урождённая Задлер (Pauline Anna Susanna v. Sadler) (19.11.1844 — 25.06.1915), дочь врача, действительного статского советника К. К. Задлера. Училась в Петришуле. Одна из основательниц петербургского Фребелевского общества, занимавшегося развитием дошкольного образования и воспитания. Членами-учредителями общества также являлись Раухфус и старший Задлер. Паулина Карловна умерла в том же году, что и её муж К. А. Раухфус. Возможно, она и похоронена там же, на Волковском лютеранском кладбище, однако точно это установить не удалось. Последние годы жизни муж и жена Раухфусы проживали раздельно, а семейный склеп v. Sadler находится на Смоленском евангелическом кладбище.
- Брат: Фридрих Андреевич Раухфус (Friedrich Rauchfuß) (3.04.1829 — 8.08.1855) — портной, владелец салона на Невском пр., д. 61.
- Сестра: Амалия Андреевна Раухфус (Amalia Rauchfuß) — умерла после 1917 г.

## Наследие
- Основатель патологоанатомического музея в Санкт-Петербургском Воспитательном доме;
- Основоположник детской ларингологии;
- Разработчик и первый исполнитель трахеотомии;
- Автор-разработчик 17-ти изобретений и усовершенствований медицинского инструментария для ларингологии;
- Реформатор детских медицинских учреждений. Соавтор проектов трех больниц: Детской больницей принца Петра Ольденбургского (Санкт-Петербург), Детской больницы Святого Владимира (Москва), Городской детской больницы «В память священного коронования Их Императорских Величеств» (Санкт-Петербург)[13];
- Разработчик первой в России системы изоляции заразных детей;
- Инициатор создания в 1882 г. Общества (комитета) школьных дач[14];
- Один из пропагандистов высшего женского образования. Профессор первых в России Высших женских медицинских курсов при Императорской Военно-Медицинской академии (предтече Женского медицинского института);
- Один из организаторов и председатель Первого Всероссийского съезда педиатров;
- Один из организаторов первого международного конгресса по охране здоровья детей в Берлине.

## Избранные труды
К. А. Раухфус — автор большого числа научных трудов, опубликованных как в России, так и за рубежом. Ниже приведен лишь ограниченный перечень его работ:
- Раухфус К. А. О врожденном заращении устья аорты : Дис. на степ. д-ра мед. К. А. Раухфуса. — Санкт-Петербург : тип. Имп. Акад. наук, 1869. −144с.
- Раухфус К. А. Врожденное заращение устья аорты / Соч. ст. орд. и б. прозектора С.-Петерб. воспитат. дома К. А. Раухфуса. — Санкт-Петербург : тип. Имп. Акад. наук, 1869. −142с.
- Раухфус К. А. О парадоксальных явлениях при перкуссии грудной клетки / К. А. Раухфус. — Санкт-Петербург : тип. М-ва пут. сообщ. (т-ва И. Н. Кушнерев и К°), [19--?]. −6с.
- Раухфус К. А. Очерк устройства Детской больницы принца Петра Ольденбургского. — Санкт-Петербург, 1869. — 13с.
- «Программа для постройки детской больницы св. Владимира в Москве» (с объяснительной запиской), 1873.
- Наставления матерям : Вып. 1. — Санкт-Петербург : Дет. больница принца Петра Ольденбургского. Предисл.: К. Раухфус, 1882.
- Раухфус К. А. Значение термина «круп» с клинической точки зрения : (Читано на Междунар. съезде в Копенгагене) /[Соч.] К. А. Раухфуса. — Санкт-Петербург : тип. Я. Трей, 1885. −19с.
- Гигиена детского возраста / Обраб. проф. А. Jacobi в Нью-Йорке, проф. С. Bihz’ом в Бонне, д-ром L. Pfeiffer’ом в Веймаре, д-ром А. Baginsky’м в Берлине, д-ром Раухфусом в Петербурге; Под ред. проф. C. Gerhardt’а в Вюрцбурге. Вып. 1-. — Харьков : В. З. Дубинский, 1886.
- Раухфус К. А. Рудольф Вирхов : [Жизнь и науч. труды] /[Соч.] К. А. Раухфуса. — Санкт-Петербург : Губ. тип., ценз. 1891. — 10с.
- Раухфус К. А. О лечении дифтерии кровяной сывороткой : (Докл., чит. на Съезде по внутр. медицине в München’e 21 марта (2 апр.) 1895 г.) /[Соч.] К. А. Раухфуса. — Санкт-Петербург : тип. Я. Трей, ценз. 1895. −8с.
- Раухфус К. А., Острогорский С. А. Клиническая бактериология дифтерии. — СПб., 1895. — 18 с.
- Раухфус К. А. Клиническая бактериология дифтерии и лечение её противодифтерийной сывороткой / Труды общества детских врачей в СПб., 1890—95; «Врач», 1895.
- Раухфус К. А. Болезни носоглоточной области и верхних дыхательных путей : Дифтерия в Дет. больнице принца Петра Ольденбургского за 1894 г /[Соч.] К. А. Раухфуса. — Санкт-Петербург, 1896. — С. 103—185.
- Раухфус К. А. Дифтерия. Значение термина круп. — СПб., 1896. — 26 с.
- Раухфус К. А. Дифтерия = (Diphterie) : Клинич. материалы и очерки / Соч. К. А. Раухфуса. — Санкт-Петербург : К. Л. Риккер, 1896. −26с.
- Раухфус К. А. Дифтерия верхних дыхательных путей и круп / Русский архив патологии, клинической медицины и бактериологии, 1897.
- Раухфус К. А. Успехи применения противодифтерийной сыворотки в России : По материалам, собр. Соединённой комис. О-ва дет. врачей и О-ва рус. врачей в С.-Петербурге /Соч. К. А. Раухфуса. — Санкт-Петербург : тип. М. М. Стасюлевича, 1898. −136с.
- Раухфус К. А. Всероссийское попечительство об охране материнства и младенчества / К. Раухфус. — Санкт-Петербург : Гос. тип., 1914. — 15с.
- «Интубация O’Dwyer’a в крупе»
- Раухфус К. А. Успехи применения противодифтерийной сыворотки в России" / Больничная газета Боткина, 1898[16])
- Раухфус К. А. Всероссийское попечительство об охране материнства и младенчества. — СПб., 1914. — 16 с.
- три отдела в Gerhardt’s «Handbuch der Kinderkrankheiten» (1877, 1878, 1882):
  - «Die Kinderheilanstalten»
  - «Die Kehlkopfkrankheiten der Kinder»,
  - «Die angeborenen Entwickelungsfehler und Fötalkrankheiten des Herzens»;
- труды в «Архиве» Вирхова (1859—1860):
  - «Über Thrombose des ductus Botalli»,
  - «Über Thrombose und Embolie der Lungenarterien im Säuglingsalter etc.» (О тромбозе и эмболии лёгочных артерий в грудном возрасте);
- в «Petersburg. med. Zeitschrift»:
  - «Über Laryngochirurgie» (1861),
  - «Thyreotomie wegen Larynxtumor» (1864),
  - «Über Gelenkentzündung im Säuglingsalter» (1863) (О воспалении суставов в грудном возрасте),
  - «Über angeborene Herzfehler» (1864—76) (О врождённом пороке сердца)
- «Sur la construction des hôpitaux d’enfants. Congrès médical international de Paris. Aoû t 1867» (П., 1868);
- C. A. Reuchfuss Die paravertebrale Dämpfung auf der gesunden Seite bei Pleuraergussen.

Verhandlungen der Gesellschaft für Kinderheilkunde, Breslau, 1904, 21 (1906): 202—211.

## Награды
- орден Святого Владимира 4-й ст.
- орден Святого Станислава 1-й ст. (1880)
- орден Святой Анны 1-й ст. (1883)
- орден Святого Владимира 2-й ст. (1892)
- орден Белого Орла (1895)
- орден Святого Александра Невского (1909)
- медаль «В память царствования императора Александра III»
- медаль «В память 300-летия царствования дома Романовых»

## Память
Детская больница № 19 Санкт-Петербурга, которая изначально носила имя принца Петра Ольденбургского, в 1919 году была переименована в Детскую больницу им. доктора К. А. Раухфуса и носит его имя по настоящее время.

## Интересные факты

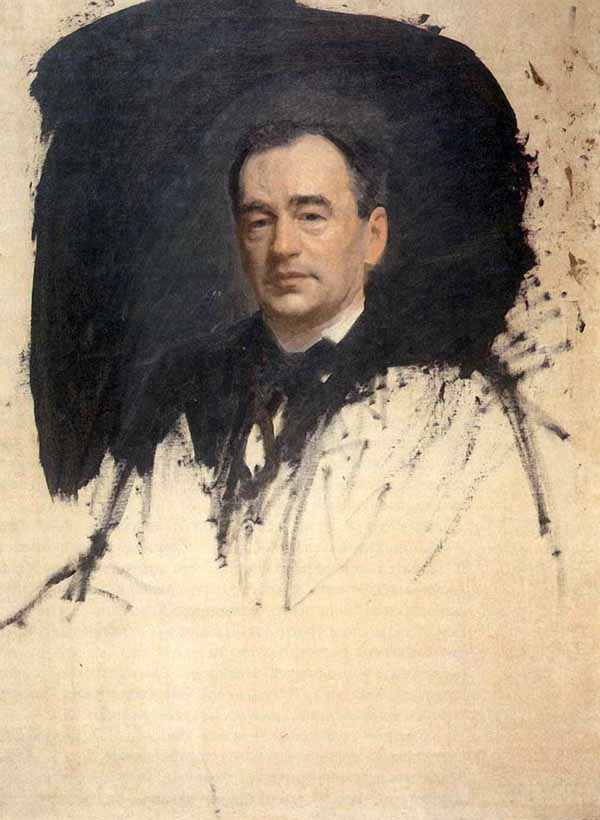
И. Н. Крамской. Незаконченный портрет доктора К. А. Раухфуса. 1887 г.

- Упоминается в романе Юрия Германа «Дорогой мой человек»[18]:

Напившись чаю с молоком, Ашхен Ованесовна скрутила себе огромную самокрутку, заправила её в мундштук из плексигласа с резными орнаментами, выполненными военфельдшером Митяшиным на военно-медицинские темы, выпустила к низкому потолку целую тучу знаменитого «филичевского» дыму и вернулась к проблеме, с которой начался сегодняшний разговор, — о поведении врача в разных сложных жизненных передрягах.
— Решительность и ещё раз решительность! — грозно шевельнув бровями, произнесла Ашхен Ованесовна. — Извольте, Володечка, казуистический случай со знаменитым педиатром Раухфусом: родители категорически воспретили делать трахеотомию ребёнку. Раухфус приказал санитарам связать родителей и, конечно, спас ребёнка. Идиот юрист, выступивший в петербургском юридическом обществе, квалифицировал поведение профессора Раухфуса как двойное преступление: лишение свободы родителей и нанесение дитяти телесного повреждения. Слышали что-либо подобное?

- Должность лейб-педиатра была узаконена при Дворе Его Величества в 1876 году, то есть всего через 7 лет после того, как в Императорской Медико-хирургической академии появилась первая в России кафедра детских болезней и в тот самый год, когда руководство этой кафедрой впервые было возложено на профессионального педиатра, профессора Николая Ивановича Быстрова. До 1876 года медицинская помощь детям императорской крови оказывалась лейб-медиками «общего профиля». Первым лейб-педиатром стал К. А. Раухфус. Помимо должности лейб-педиадра при Дворе была утверждена и подчиненная ей должность почётного лейб-педиатра. Почётными лейб-педиатрами, а значит подчиненными К. А. Раухфусу при императорском Дворе стали: профессор Николай Иванович Быстров, профессор Дмитрий Александрович Соколов, доктор медицины Николай Константинович Вяжлинский, доктор медицины Иван Павлович Коровин, доктор медицины Сергей Алексеевич Острогорский[19].
- К. А. Раухфус был первым в мире, кто предложил носить белый халат врачам и среднему медицинскому персоналу[20]
- Известный художник И. Н. Крамской внезапно скончался 24 марта (5 апреля) 1887 года, во время работы над портретом доктора Раухфуса. Позировавший Карл Андреевич попытался оказать ему помощь, но безрезультатно.